# San Anastacio
San Anastacio är en ort i Mexiko.   Den ligger i kommunen Isla och delstaten Veracruz, i den sydöstra delen av landet, 400 km öster om huvudstaden Mexico City. San Anastacio ligger 70 meter över havet och antalet invånare är 218.
Terrängen runt San Anastacio är platt. Runt San Anastacio är det ganska glesbefolkat, med 27 invånare per kvadratkilometer. Närmaste större samhälle är Juan Rodríguez Clara, 7,9 km öster om San Anastacio. Omgivningarna runt San Anastacio är en mosaik av jordbruksmark och naturlig växtlighet.